# Liste der Baudenkmäler in Bestwig
Die Liste der Baudenkmäler in Bestwig enthält die denkmalgeschützten Bauwerke auf dem Gebiet der Gemeinde Bestwig im Hochsauerlandkreis in Nordrhein-Westfalen (Stand: Januar 2021). Diese Baudenkmäler sind in der Denkmalliste der Gemeinde Bestwig eingetragen; Grundlage für die Aufnahme ist das Denkmalschutzgesetz Nordrhein-Westfalen (DSchG NRW).

## Allgemein
- Bild: Bild des Kulturdenkmals, ggf. zusätzlich mit einem Link zu weiteren Fotos des Kulturdenkmals im Medienarchiv Wikimedia Commons
- Bezeichnung: Name des Kulturdenkmals
- Lage: Straßenname und Hausnummer oder Flurstücknummer des Kulturdenkmal, gegebenenfalls auch den Ortsteil. Die Grundsortierung der Liste erfolgt nach dieser Adresse. Der Link (Karte) führt zu verschiedenen Kartendiensten mit der Position des Kulturdenkmals. Fehlt dieser Link, wurden die Koordinaten noch nicht eingetragen. Sind diese bekannt, können sie über ein Tool mit einer Kartenansicht einfach nachgetragen werden. In dieser Kartenansicht sind Kulturdenkmale ohne Koordinaten mit einem roten bzw. orangen Marker dargestellt und können durch Verschieben auf die richtige Position in der Karte mit Koordinaten versehen werden. Kulturdenkmale ohne Bild sind an einem blauen bzw. roten Marker erkennbar.
- Beschreibung: Kurzcharakteristik des Kulturdenkmals
- Bauzeit: Baubeginn, Fertigstellung, Datum der Erstnennung oder grobe zeitliche Einordnung entsprechend des Eintrags in der zuständigen Denkmaldatenbank
- Eingetragen seit: Datum der Erfassung in der zuständigen Denkmaldatenbank

## Liste
| Bild | Bezeichnung | Lage                                                   | Beschreibung | Bauzeit               | Eingetragen seit | Denkmal- nummer |
| --- | --- | ------------------------------------------------------ | --- | --------------------- | ---------------- | --------------- |
| BW | Missionskreuz | Andreasberg Höhe Ortsausgang Richtung Wasserfall Karte | | 1856                  | 24.01.1996       | 47              |
| BW | Wohnhaus | Andreasberg Dorfstraße 21 Karte                        | | 1928                  | 29.08.1995       | 49              |
| BW | Backhaus der Hofanlage | Berlar Bastenstraße 12 Karte                           | | 1823                  | 29.04.1992       | 34              |
| weitere Bilder | Kapelle St. Peter und Paul | Berlar Bastenstraße 15 Karte                           | | 1882                  | 01.08.1996       | 48              |
| BW | Wohnhaus | Berlar Bastenstraße 7 Karte                            | | um 1820               | 19.12.2001       | 64              |
| BW | Wohnhaus und Eisengitterzaun | Bestwig Bundesstraße 155 Karte                         | | 1890                  | 01.10.1991       | 33              |
| weitere Bilder | Bahnhof Bestwig, Wasserturm und Wasserkran | Bestwig Bahnhof Bestwig Karte                          | | 1920er Jahre          | 10.11.1993       | 35              |
| BW | Evang. Kreuzkirche Bestwig in Gesamtanlage mit Gemeinde- und Pfarrhaus (ausgenommen das Innere dieser beiden Bauteile)                                                                                          | Bestwig Bundesstraße 166 Karte                         | |                       | 14.10.2020       | 70              |
| Achteckige Kapelle St. Katharina | Achteckige Kapelle St. Katharina | Halbeswig Hof Meschede in Halbeswig Karte              | | 1868                  | 18.01.1983       | 1               |
| Hofanlage Soer, hier: Wohnhaus und Remise | Hofanlage Soer, hier: Wohnhaus und Remise | Halbeswig Halbeswig 2 Karte                            | | Mitte 19. Jh.         | 15.07.1999       | 63              |
| weitere Bilder | Wohnhaus Klauke | Heringhausen Bestwiger Straße 31 Karte                 | |                       | 25.01.1983       | 20              |
| Wohnhaus und landwirtschaftlicher Betrieb | Wohnhaus und landwirtschaftlicher Betrieb | Heringhausen Bestwiger Straße 46 Karte                 | |                       | 31.01.1983       | 24              |
| Bauernhof | Bauernhof | Heringhausen Bestwiger Straße 6 Karte                  | | 2. Hälfte 19. Jh.     | 27.06.1995       | 39              |
| Wohnhaus | Wohnhaus | Heringhausen Kirchplatz 3 Karte                        | | 1860er Jahre          | 30.11.1995       | 42              |
| Wohnhaus | Wohnhaus | Heringhausen Friedhofstraße 3 Karte                    | | Mitte 19. Jh.         | 30.11.1995       | 44              |
| Bauernhaus | Bauernhaus | Heringhausen Kirchplatz 14 Karte                       | | 1. Hälfte 19. Jh.     | 18.11.1996       | 51              |
| Ehem. Bauernhaus | Ehem. Bauernhaus | Heringhausen Bestwiger Straße 38 Karte                 | |                       | 25.11.1996       | 52              |
| Wohnhaus | Wohnhaus | Heringhausen Berlarer Straße 15 Karte                  | | um Mitte 19. Jh.      | 19.12.2006       | 60              |
| weitere Bilder | Kath. Kirche St. Anna | Nuttlar Kirchstraße Karte                              | | 1912/1914             | 18.01.1983       | 2               |
| Kreuzweg | Kreuzweg | Nuttlar Oberhalb des Friedhofes Karte                  | | 1885                  | 18.01.1983       | 3               |
| Haus Rafflenbeul | Haus Rafflenbeul | Nuttlar Rüthener Straße 3 Karte                        | | 1799                  | 18.01.1983       | 4               |
| BW | Wohnhaus | Nuttlar Rüthener Straße 9 Karte                        | | um Mitte 19. Jh.      | 18.11.1983       | 36              |
| BW | Wohnhaus | Nuttlar Kirchstraße 30 Karte                           | | um 1906/1907          | 02.01.1995       | 37              |
| BW | Fabrikantenwohnhaus | Nuttlar Bachstraße 39 Karte                            | | 1863                  | 28.09.1995       | 41              |
| BW | Villa | Nuttlar Briloner Straße 36 Karte                       | | um 1890–1900          | 24.01.1996       | 46              |
| BW | Forsthaus | Nuttlar Am Roh 9 Karte                                 | | 1923                  | 06.04.1999       | 58              |
| | Grenzstein | Nuttlar Nuttlarer Höhe                                 | | bezeichnet 1801       | 06.04.1999       | 59              |
| BW | Bürogebäude „Haus Friedrichs“ | Nuttlar Briloner Straße 51 Karte                       | | 1926                  | 10.01.2002       | 65              |
| BW | Wohnhaus mit Einfriedungsmauer | Nuttlar Kirchstraße 37 Karte                           | |                       | 26.06.2003       | 66              |
| | Bremsberg | Nuttlar Nuttlar B7                                     | |                       | 01.10.2009       | 68              |
| Kapelle Maria Hilfe der Christen | Kapelle Maria Hilfe der Christen | Obervalme an der K 19                                  | | 1898/99               | 14.07.1999       | 61              |
| Kapelle auf der Alfert | Kapelle auf der Alfert | Ostwig an der B 7                                      | | 17. Jh.               | 18.01.1983       | 5               |
| Haus Frieburg | Haus Frieburg | Ostwig Elpestraße 1 Karte                              | | 1704                  | 18.01.1983       | 6               |
| Wohnhaus | Wohnhaus | Ostwig Hauptstraße 16 Karte                            | | 1818                  | 18.01.1983       | 7               |
| | Rauchgaskamin am Steinberg | Ostwig Steinberg                                       | | 1854                  | 18.01.1983       | 8               |
| weitere Bilder | Haupthaus des Hauses Ostwig mit Scheune | Ostwig Hauptstraße 1 Karte                             | |                       | 27.01.1983       | 22              |
| Bremserhaus auf dem Abraumgelände des Schieferbaues Nuttlar | Bremserhaus auf dem Abraumgelände des Schieferbaues Nuttlar | Ostwig                                                 | | 2. Hälfte 19. Jh.     | 09.02.1983       | 25              |
| Bürgerhaus | Bürgerhaus | Ostwig In der Gasse 1 Karte                            | | um 1898               | 02.01.1995       | 38              |
| Wohnhaus | Wohnhaus | Ostwig Elpestraße 6 Karte                              | |                       | 28.09.1965       | 40              |
| Gasthof zur Post | Gasthof zur Post | Ostwig Marktplatz 4 Karte                              | | 1800, Mitte 19. Jh.   | 30.11.1995       | 43              |
| Wohnhaus | Wohnhaus | Ostwig Auf der Borg 1 Karte                            | | um 1922/1923          | 11.09.1996       | 50              |
| Familiengrabstätte von Lüninck | Familiengrabstätte von Lüninck | Ostwig Friedhof Ostwig Karte                           | | 1910                  | 14.07.1999       | 62              |
| Evangelische Kirche | Evangelische Kirche | Ramsbeck Schulstraße Karte                             | Die Kirche wurde 1995 umfassend renoviert und auf den Namen Petruskirche getauft.                                  | 1878/79               | 18.01.1963       | 9               |
| Hof Heimes (Junkernhof) | Hof Heimes (Junkernhof) | Ramsbeck Uferweg 8 Karte                               | |                       | 18.01.1983       | 10              |
| | Industriegebäude „Wasserburg“ | Ramsbeck Valmestraße 2a                                | |                       | 18.01.1983       | 11              |
| weitere Bilder | Alte Kornmühle Ramsbeck inkl. Wehranlagen | Ramsbeck Uferweg 13 Karte                              | Mittelalterliche Wassermühle aus der Zeit um 1600. 2014 restauriert und als Schaumühle wieder in Betrieb genommen. |                       | 18.01.1983       | 12              |
| | Ehemaliges Gießereigebäude | Ramsbeck Auf dem Werdern                               | | 1860                  | 19.01.1983       | 13              |
| Rauchgaskamin am Bastenberg | Rauchgaskamin am Bastenberg | Ramsbeck Bastenberg Karte                              | |                       | 26.01.1983       | 21              |
| Stützmauern der ehemaligen Hüttenanlage | Stützmauern der ehemaligen Hüttenanlage | Ramsbeck Heinrich-Lübke-Straße                         | | 1854                  | 31.01.1983       | 23              |
| BW | Arbeiterreihenhaus | Ramsbeck Heinrich-Lübke-Straße 58 Karte                | | 1850                  | 05.04.1983       | 28              |
| | Stützmauern | Ramsbeck Pfannenstraße                                 | | 1854                  | 03.06.1983       | 29              |
| BW | Bauernhaus | Ramsbeck Pfannenstraße 4 Karte                         | | 1822                  | 24.01.1996       | 45              |
| [[Vorlage:Bilderwunsch/code!/C:51.315816,8.402952!/D:Äußere und Innere der Waschkauenanlage mit Lohnhalle, Verwaltungs- und Nebenräumen, Lokschuppen, Werkstatt, Grubenbahnhof und Bahnbrücke sowie die Gartenanlage und Freiflächen des ehem. Erzbergwerks Ramsbeck, Glück-Auf-Straße 3!/\|BW]] | Äußere und Innere der Waschkauenanlage mit Lohnhalle, Verwaltungs- und Nebenräumen, Lokschuppen, Werkstatt, Grubenbahnhof und Bahnbrücke sowie die Gartenanlage und Freiflächen des ehem. Erzbergwerks Ramsbeck | Ramsbeck Glück-Auf-Straße 3 Karte                      | |                       | 08.06.2020       | 69              |
| Hofanlage Bette | Hofanlage Bette | Untervalme Untervalme 2 Karte                          | | 1857                  | 09.03.1983       | 27              |
| weitere Bilder | Kath. Kirche St. Andreas | Velmede Kanalstraße Karte                              | | 1848-1850             | 19.01.1983       | 14 Wikidata     |
| BW | Fünf-Wunden-Kreuz | Velmede Halbeswiger Straße Karte                       | | 1. Hälfte des 20. Jh. | 20.01.1983       | 15              |
| BW | Wohnhaus mit Gaststätte | Velmede Bundesstraße 46 Karte                          | | 1880–1900             | 20.01.1983       | 16              |
| Haus Rixes | Haus Rixes | Velmede Alter Kirchplatz 1 - Wohnung 1 und 2 Karte     | | 1771                  | 20.01.1983       | 17              |
| Pastorat | Pastorat | Velmede Alter Kirchplatz 8 Karte                       | | 1888                  | 20.01.1983       | 18              |
| BW | Wohnhaus | Velmede Alter Kirchplatz 4 Karte                       | | 2. Hälfte des 18. Jh. | 17.02.1983       | 26              |
| BW | Heimes Hof, Haupthaus | Velmede Heimes Hof 3 Karte                             | | Mitte 19. Jh.         | 11.04.1991       | 30              |
| Kreuzwegkapelle | Kreuzwegkapelle | Velmede Ecke Kanalstraße Karte                         | achteckige Kapelle                                                                                                 | 1885                  | 18.12.1985       | 31              |
| Haus Pütz/Küppers | Haus Pütz/Küppers | Velmede An der Andreaskirche 1 Karte                   | | 1846                  | 10.11.1988       | 32              |
| BW | Friedhofskreuz | Velmede Friedhof, Bundesstraße Karte                   | | 1879                  | 19.03.1997       | 53              |
| BW | Wohnhaus | Velmede Halbeswiger Straße 3 Karte                     | | 1827                  | 19.03.1997       | 54              |
| BW | Bauernhof | Velmede Zum Hainberg 4 Karte                           | | 1907                  | 28.04.1997       | 55              |
| BW | Haus Degenhardt-Benzler | Velmede An der Andreaskirche 7 Karte                   | | 1856                  | 15.05.1997       | 56              |
| BW | Wohnhaus | Velmede Bundesstraße 79 Karte                          | | um 1900               | 10.12.1997       | 57              |
| BW | Vorderfront und vordere Dachhälfte „Port Arthur“ | Velmede Bundesstraße 121 Karte                         | |                       | 15.01.2004       | 67              |
| weitere Bilder | Kapelle St. Antonius | Wasserfall Karte                                       | | 1723                  | 21.01.1983       | 19              |